# Portret Mikołaja Zyblikiewicza (obraz Jana Matejki)
Portret Mikołaja Zyblikiewicza – obraz olejny Jana Matejki namalowany w 1887 roku wykonany olejem na płótnie. Obraz o wymiarach 121,5 x 88,5 cm, znajduje się obecnie w Muzeum Narodowym w Krakowie. Obraz będący hołdem dla postaci Mikołaja Zyblikiewicza (1823-1887).

## Opis
Obraz przedstawia Zyblikiewicza w roli marszałka Sejmu, co w tamtych czasach było rzadkością dla osoby pozbawionej szlacheckiego pochodzenia. Dzieło to świadczy o mistrzostwie Matejki w malarstwie historycznym oraz jego zdolności do wprowadzania symboliki do dzieł.
W 1861 roku mieszkańcy Krakowa uzyskali prawo noszenia szabel przy stroju polskim, powołując się na przywileje nobilitacyjne miasta z XVI wieku. Ten historyczny szczegół dodaje głębi przedstawieniu Zyblikiewicza, który ukazany jest z laską marszałkowską w prawej ręce, ubrany w strój narodowy, z kapeluszem z kitą, a przy boku z szablą. Warto zauważyć krzyż Orderu Cesarza Franciszka Józefa na szyi i krzyż Orderu Żelaznej Korony na piersi.
Zyblikiewicz, sprawując funkcję prezydenta Krakowa w latach 1874-1881, stoi przed dekoracyjnym tłem. Matejko celowo zatrzeć powszedni wyraz twarzy modela, przyciągając uwagę widza innymi elementami, takimi jak kolorowy strój, kapelusz, dekoracyjne tło. Staranność w przedstawianiu detali i historyczna dokładność są widoczne w tym dziele.
Portret nie tylko celebruje wyjątkową pozycję Zyblikiewicza jako osoby pozbawionej szlacheckiego pochodzenia na wysokim stanowisku politycznym, ale także stanowi hołd. Po ukończeniu słynnego obrazu "Bitwa pod Grunwaldem", Zyblikiewicz, będący prezydentem Krakowa, uhonorował artystę w ceremonii, podczas której Matejko otrzymał symboliczną laskę, symbolizującą jego panowanie w dziedzinie sztuki.
To arcydzieło Jana Matejki nie tylko odzwierciedla niezwykłe umiejętności artystyczne, ale stanowi również cenny zapis historyczny, ukazujący moment w krajobrazie politycznym i społecznym Polski XIX wieku.